# Thelotrema zenkeri
Thelotrema zenkeri är en lavart som beskrevs av C.W. Dodge 1964. Thelotrema zenkeri ingår i släktet Thelotrema och familjen Thelotremataceae.   Inga underarter finns listade i Catalogue of Life.